# ساساياما (هيوغو)
مدينة ساساياما (بالإنجليزية: Sasayama)‏ هي أحد المدن التابعة لمحافظة هيوغو. تأسست رسميًا في 01/04/1999. ويقدر عدد سكانها بـ 44345 نسمة حسب تقدير مكتب الإحصاء الياباني لعام 2012. تبلغ مساحة ساساياما 377.61 كم2. بكثافة سكانية تبلغ 117 نسمة/كم2.

## توأمة
لساساياما (هيوغو) اتفاقيات توأمة مع:
- والا والا

## أعلام
- تاكوتو كوياما